# 62e régiment de marche
Pour les articles homonymes, voir 62e régiment.
Le 62e régiment d'infanterie de marche (ou 62e régiment de marche) est un régiment d'infanterie français, qui a participé à la guerre franco-allemande de 1870.

## Création et différentes dénominations
- 4 décembre 1870 : formation du 62e régiment d'infanterie de marche
- 10 juillet 1871 : fusion dans le 62e régiment d'infanterie de ligne

## Chef de corps
Le régiment est commandé par le lieutenant-colonel Sabattier, nommé par décret du 29 novembre,. Nommé général de division de l'armée auxiliaire le 12 décembre 1870, il est remplacé le lendemain par le lieutenant-colonel Cahart,,.

## Historique
Le 62e de marche est formé le 4-6 décembre 1870 à Angers,, à trois bataillons à six compagnies. Il amalgame les 5e et 6e compagnie de dépôt du 5e régiment de ligne, les 6e et 7e compagnies de dépôt du 21e, la 3e compagnie de dépôt du 23e, la 6e compagnie de dépôt du 30e, la 6e compagnie de dépôt du 36e, la 7e compagnie de dépôt du 46e, la 1re compagnie de dépôt du 60e, les 8e et 9e compagnies de dépôt du 69e, la 6e compagnie de dépôt du 76e, la 5e compagnie de dépôt du 84e et la 9e compagnie de dépôt du 90e.
Il rejoint le 15 décembre le 16e corps. Il participe à la campagne de l'armée de la Loire, dont la bataille du Mans et le combat de Saint-Jean-sur-Erve.
Il fusionne le 10 juillet 1871 dans le 62e régiment d'infanterie de ligne[réf. à confirmer].